# Ballymena United
Ballymena United ist ein nordirischer Fußballklub aus Ballymena. Der vollständige Name lautet Ballymena United Football Club. Das Stadion The Showgrounds fasst 5.200 Zuschauer. Die Vereinsfarben sind hellblau-weiß.

## Geschichte

### Gründung
Die Initiative zur Gründung eines Fußballvereins ging von örtlichen Geschäftsleuten und Fußballenthusiasten aus, welche im April 1928 die Überzeugung teilten, dass Ballymena durch ein Team in der obersten Spielklasse, der Irish League, vertreten sein sollte. Da mit dem Ausscheiden des Barn FC ein Platz in der Liga freigeworden war, wurde eiligst eine Mannschaft zusammengestellt, die bereits am 20. August 1928 als Ballymena FA vor den vollen Rängen der Ballymena Showgrounds zu ihrem ersten Punktspiel gegen Belfast Celtic antrat. Doch der amtierende Meister war ganz offenbar nicht nach Ballymena gekommen, um Geschenke zu verteilen, so dass es für den Ligadebütanten gleich eine 0:3-Niederlage setzte.
Den ersten zählbaren Erfolg fuhr Ballymena aber immerhin nur fünf Tage später mit einem 2:2 auf fremdem Platz gegen den Larne FC ein, wohingegen man sich noch einige Wochen gedulden musste, ehe dem Klub mit einem 2:1 gegen den Ards FC schließlich auch der erste Sieg gelang. Die Premierensaison wurde am Ende auf dem sechsten Tabellenplatz der 14 Mannschaften umfassenden Liga abgeschlossen.
Diese für sich alleine stehend schon respektable Leistung wurde durch den Erfolg im nationalen Pokalbewerb noch in den Schatten gestellt. Kein ganzes Jahr nach der Gründung stand Ballymena bereits im Finale des Irish Cup, nachdem man auf dem Weg dorthin mit Glentoran FC, Broadway United und Coleraine FC namhafte Konkurrenten ausgeschaltet hatte. Im Finale traf man auf den scheinbar übermächtigen Belfast Celtic FC. Doch das Wunder fand statt: Man schlug Celtic mit 2:1 und konnte bereits im allerersten Anlauf den ersten Titel feiern. In Anerkennung dieser Leistung wurde der Pokal schließlich in das Eigentum des Vereins übertragen, wo man die Trophäe noch immer verwahrt.

### Frühe Jahre
Gleich in den folgenden zwei Jahren gelang Ballymena jeweils das Kunststück,  in das Pokalfinale einzuziehen, musste aber beide Male dem Linfield FC den Vortritt lassen. Aber auch in der Liga hatte man sich schon von Beginn an im oberen Drittel festgesetzt. Doch der Erfolg der Mannschaft wurde schon bald getrübt, als im Jahre 1934 ein Streit um finanzielle Fragen schließlich mit der Auflösung des Vereins endete. Auch wenn der Verein unmittelbar darauf unter dem neuen Namen Ballymena United FC wiedergegründet wurde, konnte die Mannschaft zunächst nicht mehr an die vorangegangenen Erfolge anknüpfen. Konnte United die ersten beiden Spielzeiten jeweils noch als Zehnter der Tabelle abschließen, fand man sich am Ende der Saison 1936/37 mit nur vier Siegen in 26 Spielen sogar auf dem letzten Tabellenplatz wieder.
Mit dem Schock über die bis heute wohl schlechteste Saisonleistung der Vereinsgeschichte in den Knochen, kämpfte sich die Mannschaft in den folgenden Jahren aber wieder in die Reihen der Spitzenmannschaften zurück, selbst wenn sie dabei gegen Derry City und Belfast Celtic noch empfindliche Niederlagen wegstecken musste. Als Vizemeister der Saison 1938/39 erreichte man schließlich auch wieder das Pokalfinale, musste sich hier aber zum dritten Mal innerhalb weniger Jahre Linfield geschlagen geben.
Doch schon ein Jahr später, im Irish Cup-Finale des Jahres 1940, hatten die Sky Blues die Gelegenheit ihre Ausbeute in Pokalendspielen zu verbessern, was mit einem Sieg über Glenavon FC und dem zweiten Pokaltriumph in der Geschichte des noch jungen Klubs schließlich auch gelang. Bedingt durch den Ausbruch des Zweiten Weltkriegs musste Ballymena United im Sommer 1940 die Showgrounds der Armee zur militärischen Nutzung überlassen und die oberste Spielklasse des nordirischen Fußballs den Betrieb einstellen.

### Nachkriegszeit
Bevor der Ligabetrieb der Irish League nach Kriegsende in der Saison 1946/47 wieder aufgenommen werden  konnte, nahm United im Jahr zuvor noch an der Belfast & District League teil. Und gleich im ersten Jahr gewann United den ersten Titel. Mit einem 2:0 im Finale gegen den Linfield FC machte der Verein den Sieg des County Antrim-Shields perfekt, was zuvor noch keiner Mannschaft außerhalb von Belfast gelungen war. Zudem beendete man die erste Nachkriegsspielzeit der Irish League auf dem dritten Tabellenplatz und vieles schien darauf hinzudeuten, dass die Sky Blues an derselben Stelle weitermachen konnten, wo sie vor der kriegsbedingten Zwangspause aufgehört hatten. In den Jahren darauf kam Ballymena United seinem Ziel, ein dauerhaftes Gegengewicht zur Belfaster Übermacht im nordirischen Fußball zu etablieren, nach eher durchwachsener Leistung allerdings nicht wirklich näher.
United profitierte allerdings vom Ausscheiden des Belfast Celtic FC aus der Irish League 1949, da man neben dem neuen Spielertrainer Billy McMillan auch noch weitere ehemalige Celtic-Spieler in den Norden Antrims holen konnte.  Nicht zuletzt auch dank dieser Neuzugänge konnte der Klub in der Saison 1951/52 sein Zwischentief schließlich überwinden. Dies belegte man eindrucksvoll mit dem erneuten Gewinn des County Antrim-Shields nach einem 2:0 gegen den Cliftonville FC und der insgesamt schon sechsten Finalteilnahme im Irish Cup, wo jedoch Glentoran mit einem 3:1 die Oberhand behielt. Im darauffolgenden Jahr konnte sich Ballymena United nach einem 3:0-Finalsieg über den Crusaders FC im Festival-of-Britain-Pokal mit einem ganz besonderen Titel schmücken, da dieser Bewerb anlässlich der Feierlichkeiten zum 100. Jubiläum der „Great Exhibition“ anstelle des Gold Cup nur ein einziges Mal ausgetragen wurde. In den folgenden fünf Jahren blieb United weitere derartige Erfolge allerdings versagt. Aufgrund eines wachsenden Schuldenbergs sah sich der Klub schon bald mit existenzbedrohenden Schwierigkeiten konfrontiert. Man war schließlich sogar gezwungen, mit Spendenaufrufen an die Öffentlichkeit zu gehen, um die Existenz des Vereins zu sichern.
Im Jahre 1957 wurde Alex McCrae als neuer Trainer verpflichtet, einem gebürtigen Schotten, der zuvor schon als Spieler Erfahrung bei Klubs wie Charlton Athletic und Middlesbrough gesammelt hatte. Und mit McCrae kam der Erfolg zurück nach Ballymena, denn gleich in seinem ersten Jahr gewann er mit der Mannschaft den Irish Cup und beendete die Saison als Tabellendritter. Jene inzwischen legendär gewordene Mannschaft, die 1958 im Pokalfinale vor 24.000 Zuschauern den ewigen Favoriten Linfield mit 2:0 bezwingen konnte, gilt noch heute als beste Auswahl die je im hellblauen Dress für United angetreten ist.  Im Folgejahr schaffte man zwar erneut – schon zum achten Mal – den Einzug in das Finale des Irish Cup. Doch nach einem 1:1-Unentschieden fehlte den Sky Blues das notwendige Glück, um im Wiederholungsspiel (0:2 gegen den Glenavon FC) die Titelverteidigung zu vollenden.

### 1960er und 1970er Jahre
Im Jahre 1960 wurde Alex McCrea von Geoff Twentyman abgelöst, einem langgedienten Mittelfeldspieler des Liverpool FC, der die Mannschaft gleich in seiner ersten Saison an den Showgrounds zum Gewinn des Ulster Cups führte. Doch der ganz große Wurf blieb Twentyman verwehrt: In der Saison 1961/62 war United der ersten Meisterschaft schon zum Greifen nahegekommen, musste aber am Ende mit nur zwei Punkten Abstand hinter Meister Linfield und dem Portadown FC mit dem dritten Platz vorliebnehmen.
Nach dem Abtritt von Twentyman 1963 mühten sich seine Nachfolger in den folgenden Jahren vergeblich, an die erfolgreiche Vergangenheit des Klubs anzuknüpfen. Die „Braidmen“ versanken zusehends im Liga-Mittelmaß und der Sieg im Ulster Cup von 1961 sollte der einzige Titel Ballymenas in den 1960er-Jahren bleiben. Wie schon knapp ein Jahrzehnt zuvor lag es erneut an Alex McCrae, der 1969 als Trainer an die Ballymena Showgrounds zurückkehrte, den Ballymena United FC in glorreichere Zeiten zu führen. Und McCrae hatte keine Zeit zu verlieren. Gleich in der Saison 1969/70 erreichten die Sky Blues das Pokalfinale, zogen dort aber gegen Linfield mit 1:2 abermals den Kürzeren.
Doch auch abseits des sportlichen Geschehens durchlebte der Verein zu Beginn der 1970er-Jahre bewegte Zeiten. Nicht nur der Transfer des Torwarttalents und späteren nordirischen Nationaltorhüters Jim Platt für 7000 britische Pfund zu Middlesbrough und der Verkauf der Showgrounds an die Gemeinde sorgte für Schlagzeilen. Hinzu kamen die politischen Ereignisse und die in ihrer Intensität zunehmenden Gewaltausbrüche in Nordirland, die auch den Verein nicht völlig unberührt ließen. Die Tatsache, dass im September 1971 ein Bus mit Ballymena-Anhängern nach einem Auswärtsspiel gegen Derry City attackiert und schließlich in Brand gesetzt wurde, führte zu einer kontrovers geführten Debatte über die Sicherheit von Mannschaften und Fans in der Provinz, an deren Ende knapp ein Jahr später der Rückzug von Derry City aus der Irish League stand.
Noch im Jahr 1971 erklärte McCrae seinen Rücktritt vom Traineramt, angeblich nachdem seine als zu hoch empfundenen Bezüge innerhalb des Klubs in die Kritik geraten waren. An seiner Stelle übernahm Arthur Stewart die Geschicke des Vereins. Stewart konnte gleich zu Beginn seiner Amtszeit gegen Ards FC mit der Mannschaft den Sieg im damals noch ausgetragenen City Cup feiern. Nicht zuletzt dank der Tore von Jimmy Martin erreichte man 1972 das Halbfinale des nur kurzlebigen Texaco Cup, an dem Mannschaften aus ganz Großbritannien und der Republik Irland teilnahmen. Hier war für United gegen den schottischen Klub Airdrieonians FC jedoch Endstation.
In der Saison 1973/74 waren die Sky Blues einmal mehr in das Finale des Irish Cup vorgedrungen, wo man wieder einmal auf den Ards FC traf. Doch das Glück war wie schon so oft auf Seiten des Gegners, da Ards mit einem knappen 2:1-Sieg über Ballymena die Revanche für die drei Jahre zuvor erlittene Finalschlappe im City Cup gelang. Mehr Erfolg war United im selben Jahr im Gold Cup beschieden, als man im Finale  gegen den Glentoran FC dank der Tore von McFall, Orr und Brown mit 3:2 als Sieger hervorging. Die Titelverteidigung im Gold-Cup-Finale gegen den Erzrivalen aus Coleraine sollte dem Verein im darauffolgenden Jahr jedoch nicht mehr gelingen, man musste sich mit 1:2 geschlagen geben. Und so blieb der Titelgewinn des Jahres 1974 der einzige dieses im Jahre 2001 schließlich eingestellten Bewerbs, obwohl man zu Beginn der 1980er-Jahre immerhin noch zweimal das Finale erreichte.
Arthur Stewart wurde 1976 nach fünfjähriger Tätigkeit aufgrund zunehmender Erfolglosigkeit entlassen. Ihm folgte Eddie Russell nach, einem Mitglied der ruhmreichen Mannschaft von 1958.  Gleich zu Beginn trug Russell als Spielertrainer mit einem Tor tatkräftig dazu bei, dass Ballymena mit einem 4:0-Finaltriumph über Distillery zum ersten Mal nach 25 Jahren wieder den Titel im County Antrim-Shield holte. Abgesehen hiervon stand Russells Amtszeit jedoch unter keinem guten Stern. Ein Feuer vernichtete Teile der Showgrounds und die folgenden Wiederaufbaumaßnahmen zwangen den Verein dazu, seine Spiele bis zum Saisonende auf einem Übungsplatz auszutragen. Nach 13 Ligaspielen ohne Sieg verlor Russell schließlich das Vertrauen der Vereinsführung und wurde nach nicht einmal einem Jahr vom Schotten Billy Johnston ersetzt.
Im Pokalfinale 1978 unterlag man wieder einmal Angstgegner Linfield FC mit 1:3, welcher damit als Meister der Irish League sein Double perfekt machen konnte. Diesem Umstand verdankte es Ballymena United wiederum, dass man trotz der Niederlage zum ersten Mal in der Vereinsgeschichte auf europäischer Ebene antreten durfte. Die Premiere im Europapokal der Pokalsieger gegen den belgischen Teilnehmer KSK Beveren war jedoch nur mäßig erfolgreich, da man in beiden Begegnungen der 1. Runde mit jeweils 0:3 als Verlierer vom Platz gehen musste. Im darauffolgenden Jahr übernahm Alan Campbell das Traineramt, dem es während seiner Amtszeit gelingen sollte, die Mannschaft zu einer Einheit zu formen, so dass sie sogar den Vergleich mit den Helden von 1958 nicht zu scheuen brauchte.

### 1980er Jahre
Schon in seinem ersten Jahr bei Ballymena führte Campbell den Ballymena United FC zum Vizemeistertitel der Saison 1979/80. Dieser Erfolg war gleichbedeutend mit einem Ticket nach Europa, wo im UEFA-Pokal mit dem FC Vorwärts Frankfurt der Tabellenfünfte der damaligen DDR-Oberliga wartete, dem man nach einem überraschenden 2:1-Heimsieg im Hinspiel schließlich auswärts mit 0:3 doch noch deutlich unterlag. Aufgrund eines schweren Verkehrsunfalls von Alan Campbell zu Beginn der Saison 1980/81 musste sein  Assistent Ivan Murray interimistisch das Kommando an den Showgrounds übernehmen, bis sich Campbell von den Folgen des Unglücks wieder erholt hatte. Obwohl dieser Schicksalsschlag die laufende Spielzeit zu überschatten drohte, zeigten die Sky Blues von Beginn an eine unglaubliche Moral. Neben dem Sieg im Irish Cup, wo man im Finale den Glenavon FC mit 1:0 besiegen konnte, krönte man die Saison auch noch mit dem dritten Tabellenplatz in der Irish League.
Gut dotierte Transfers namhafter Ballymena-Spieler nach England, einerseits von Gerry Mullan zum FC Everton sowie andererseits von Nigel Worthington, dem späteren Nationaltrainer Nordirlands, zu Notts County verbesserten zusätzlich die Finanzlage des Vereins. Darüber hinaus wurde den Fans in sportlicher Hinsicht mit der Begegnung gegen den italienischen Pokalsieger AS Rom in der 1. Runde des Europokals der Pokalsieger ein wahrer Leckerbissen geboten. Nachdem man sich der Millionentruppe schon zuhause erwartungsgemäß mit 0:2 geschlagen geben musste, unterlag man den Italienern im Rückspiel schließlich mit 0:4, was den Saisonerfolg der „Braidmen“ jedoch in keiner Weise schmälern konnte.
Mit der endgültigen Übernahme des Traineramts durch Ivan Murray Anfang 1982 kehrte jedoch rasch wieder Ernüchterung in den Reihen der Hellblauen ein. Anders als im Vorjahr war die Mannschaft wieder im Mittelfeld der Liga angelangt. Murray fand kein adäquates Rezept gegen die Erfolglosigkeit der Mannschaft und wurde Anfang 1983 nach nur knapp einem Jahr im Amt durch den ehemaligen Trainingsleiter des Crusaders FC, Ian Russell, ersetzt. Doch auch Russell konnte trotz der Rückkehr von Torhüter Jim Platt in die Mannschaft den Erfolg nicht erzwingen und kam kaum ein halbes Jahr später mit seinem Rücktritt der Entlassung zuvor. Platt, seines Zeichens der erste Nationalspieler aus den Reihen von United seit 1933, übernahm als Spielertrainer das Ruder und holte  am 5. Mai 1984 nach einem 4:1-Sieg gegen Finalgegner Carrick Rangers prompt wieder den Irish Cup in den Norden Antrims. Dieser Erfolg hielt Platt jedoch nicht davon ab, von Ballymena ausgerechnet zum Erzrivalen Coleraine zu wechseln, wo er in den kommenden fünf Jahren erfolgreiche Aufbauarbeit leisten sollte.
In der Folge kehrte mit Alan Campbell im Juni 1984 ein altbekanntes Gesicht an seine frühere Wirkungsstätte zurück, blieb jedoch nicht bedeutend länger in Amt und Würden als sämtliche seiner Vorgänger. Die neue Spielzeit begann auch gleich mit einem Fehlstart. Das Ausscheiden gegen die zuvor nicht gerade als Favorit gehandelte maltesische Mannschaft Ħamrun Spartans im Europokals der Pokalsieger brachte dem Klub viel Häme ein. Die Presse wertete die Niederlagen in Hin- und Rückspiel und das Gesamtergebnis von 1:3 nicht zu Unrecht als „peinlichstes Resultat der Vereinsgeschichte“. Mit dem tragischen Tod seines Abwehrtalents Brian Crockard musste der Verein in der Saison 1984/85 zudem einen schweren Schlag verkraften.
Mit dem Rücktritt von Alan Campbell nach der Saison 1984/85 übernahm Jimmy Brown als Trainer, der zwar die Geschicke Ballymenas für zwei volle Jahre in der Hand hatte, allerdings als einzigen Erfolg eine Finalteilnahme im County Antrim-Shield vorweisen konnte, wo man gegen Distillery mit 1:3 den Kürzeren zog. Nach einer demütigenden Niederlage gegen den Larne FC im September 1987 war schließlich auch für Brown die Zeit bei Ballymena abgelaufen. Zum Nachfolger Browns wurde der Trainer der Reservemannschaft Alex McKee gekürt, dem es zusammen mit seinem Assistenten John Garrett schließlich gelang, den Kampfgeist der Sky Blues zu neuem Leben zu erwecken. Mit dem Sieg über Larne im Finale des Irish Cup, der den meisten wohl nur wegen des mit der Hacke erzielten Treffers von Vince Magee zum 1:0-Endergebnis in Erinnerung geblieben ist, hielten die „Braidmen“ im Mai 1989 den Pokal zum sechsten Mal in ihren Händen. Die sich hierauf anschließende Teilnahme am Europapokal der Pokalsieger gegen den RSC Anderlecht mündete in ein Debakel, da der belgische Verein seinem Gegner eine Lehrstunde in Sachen Fußball erteilte und United mit einem Gesamtergebnis von 10:0 aus dem Bewerb beförderte.

### 1990 bis 2008
Um die Reform der Irish League mit inkludiertem Promotions- und Relegationsmodus einzuleiten, beschloss die Ligaführung im Jahr 1993, die Teilnehmer der ab 1995 neu zu gestaltenden „Premier League“ nach den Spielzeiten 1993/94 und 1994/95 im Wege eines Punktesystems zu ermitteln, bei welchem u. a. der sportliche Erfolg berücksichtigt werden sollte. Da die Neugestaltung der Liga auch eine Halbierung der Zahl der bisherigen Erstligisten beinhaltete, waren viele der 16 Vereine zum ersten Mal mit der Frage des Klassenerhalts konfrontiert. Viel sollte nun von den Resultaten der folgenden beiden Jahre abhängen. Jim Hagan, der Alex McKee 1991 als Trainer der Sky Blues abgelöst hatte, erwischte dabei prompt einen Fehlstart und musste noch während der Saison 1993/94 seinen Hut nehmen.
Sein Nachfolger Tommy Jackson konnte an der mäßigen Leistung Ballymenas allerdings auch nicht viel ändern und wurde nach nur wenigen Monaten wieder aus der Verantwortung entlassen. Doch auch der enorme Trainerverschleiß, im Zuge dessen im Oktober 1994 mit Gary Erwin der schon vierte Trainingsleiter in nicht einmal drei Jahren bestellt wurde, führte nicht zur erwarteten Trendumkehr bei United. Trotz eines denkwürdigen Sieges über den zu dieser Zeit in einer ungewohnten Außenseiterrolle spielenden Linfield FC wurde der neue Mann schon ein halbes Jahr später wieder gefeuert. Ausgehend von der Erkenntnis, dass Ballymena der neu konzipierten Premier League nicht angehören würde, wurde dem am Saisonende 1994/95 verpflichteten Alan Fraser anders als seinen drei Vorgängern nunmehr ausreichend Zeit gegeben, die Mannschaft für die First Division neu aufzubauen. Das in Fraser gesteckte Vertrauen machte sich bezahlt, denn United schaffte 1997 als Meister der First Division nach nur zweijähriger Abstinenz den Sprung zurück in die Erstklassigkeit.
Der Neustart in die inzwischen auf 10 Klubs erweiterte Premier League glückte Ballymena dank einer furiosen Herbstsaison, die mit dem Vordringen ins Finale des Country Antrim-Shields gegen den Cliftonville FC ihren Höhepunkt erreichte, wo der Klub am Ende allerdings im Elfmeterschießen scheiterte. Mit der Verpflichtung des Stürmers Glenn Hunter vom Crusaders FC Ende 1997 schien sich der Verein jedoch finanziell übernommen zu haben, was offenbar auch auf die Leistung abfärbte. War der Aufsteiger zum Jahreswechsel noch einer von mehreren Titelanwärtern, hinkte man der Konkurrenz von diesem Zeitpunkt an zusehends hinterher und schloss die Saison schließlich auf dem fünften Platz ab. Obwohl Trainer Alan Fraser den Verein zurück in die Premier League geführt hatte und dort prompt wieder als feste Größe etablieren konnte, wurde er 1999 nach verlorenem Pokal-Halbfinale gegen den Portadown FC entlassen. Einen bitteren Nachgeschmack hinterließ die Niederlage jedoch auch deshalb, da Portadown in weiterer Folge kampflos zum Pokalsieger gekürt wurde, nachdem der als Finalgegner vorgesehene Cliftonville FC wegen des Einsatzes eines nicht spielberechtigten Spielers disqualifiziert worden war.
Doch mit Frasers Nachfolger Nigel Best geriet der Verein zur Jahrtausendwende in schwieriges Fahrwasser. Am letzten Spieltag der Saison 1999/2000 konnte Ballymena nur durch Glück und dem besseren Torverhältnis gerade noch den Kopf aus der Schlinge ziehen und das Abstiegs-Playoff vermeiden. Nachdem auch in der darauffolgenden Spielzeit keine Besserung in Sicht war, trennte sich der Verein im Dezember 2000 anlässlich einer vernichtenden Niederlage gegen Newry Town von Best. Doch auch die Übernahme des Traineramtes durch den ehemaligen Ballymena-Spieler Kenny Shiels einen Monat nach der Entlassung von Best konnte den erneuten Absturz in die First Division nicht mehr aufhalten. Wie bereits im Jahrzehnt zuvor gelang Ballymena United erst im zweiten Anlauf der direkte Wiederaufstieg als Vizemeister der First Division des Jahres 2003, wobei dabei den Sky Blues aufgrund der wiederholten Erweiterung der Premier League von mittlerweile 12 auf 16 Vereine zugutekam. In der Aufstiegssaison erreichte man darüber hinaus noch das Finale des County Antrim-Shields und das Endspiel im Ulster Cup.
Verstärkt durch den von Nottingham Forest gekommenen Stürmer Nigel Jemson, setzten sich die „Braidmen“ in der ersten Saison nach dem Wiederaufstieg wieder in der oberen Tabellenhälfte der Premier League fest und qualifizierte sich am Ende gar für den UEFA Intertoto Cup. Mit einem respektablen 0:0 gegen den dänischen Vertreter Odense BK überraschte Ballymena zunächst, allerdings nur um dann im Rückspiel vor heimischer Kulisse mit 0:7 sang- und klanglos unterzugehen. Am Ende der Saison 2004/05 musste Kenny Shiels den Verein schließlich nach verpatztem Halbfinale im Irish Cup gegen den Underdog aus Larne verlassen. Unter der Leitung von Tommy Wright, ehemals Nationaltorhüter der nordirischen Nationalmannschaft, zeigte die Mannschaft in den folgenden Jahren zwar konstante Leistungen, kam jedoch über gediegenes Mittelmaß nicht mehr hinaus.

### 2008 bis heute
Die Sky Blues verpassten in der Saison 2007/08 mit dem sechsten Rang deutlich ihr Ziel, in der Tabellenspitze mitzumischen und sich erneut für einen europäischen Bewerb zu qualifizieren. Nur kurz nach Saisonende zog Trainer Tommy Wright deshalb die Konsequenzen und reichte seinen Rücktritt ein. Obwohl zunächst Co-Trainer Jim Grattan für die Nachfolge Wrights ausersehen schien, wurde am 20. Mai 2008 schließlich doch Roy Walker als neuer Trainer vorgestellt, nachdem der nordirische Fußballverband (IFA) als Grattans derzeitiger Arbeitgeber dessen Freigabe verweigert hatte.
Bereits eine Woche zuvor hatte sich Ballymena United als Teilnehmer der umgekrempelten und auf 12 Mannschaften verkleinerten IFA Premiership qualifiziert. Der Start in die erste Saison des neuorganisierten Oberhauses des nordirischen Fußballs verlief für den Verein jedoch alles andere als wunschgemäß. Nach einer 1:5-Schlappe beim Ligaauftakt gegen Cliftonville fanden sich die Braidmen gleich zu Beginn am Tabellenende wieder. Und die rote Laterne sollten sie so bald nicht mehr abgeben: Nach siebzehn Partien hatte Ballymena ganze drei Zähler auf dem Punktekonto. Auch in den Pokalbewerben der Saison 2008/09 hatte der Klub nichts zu lachen. Dem frühen Scheitern im County Antrim Shield nach schmachvoller 1:6-Pleite gegen den Glentoran FC folgte das zeitige Aus in der 5. Runde des Irish Cup durch eine knappe 0:1-Niederlage gegen den späteren Pokalsieger Crusaders FC, obwohl man in der Runde zuvor noch den Lokalrivalen Ballyclare Comrades eliminiert hatte.
Selbst die TV-Premiere des Vereins konnte den Spielern zunächst nicht auf die Sprünge helfen, da man sich in der via Sky Sports erstmals landesweit übertragenen Begegnung gegen den Newry City FC am Ende knapp mit 2:3 geschlagen geben musste. Erst Ende November 2008 gelang den Sky Blues so etwas wie eine Wende. Mit einer beeindruckenden Serie von sieben Siegen in neun Spielen konnten die Hellblauen zum ersten Mal die rote Laterne abgeben. Die weiteren Wochen verliefen dagegen wieder in gewohnten Bahnen. Mit nur zwei Siegen seit März 2009, darunter immerhin auch ein Erfolg gegen den Rivalen Coleraine FC, taumelte Ballymena förmlich dem Saisonende entgegen. United wurde schließlich mit dem 10. Rang, der schlechtesten Platzierung seit dem Wiederaufstieg 2003, ganz knapp vor der Abstiegsrelegation bewahrt.
Die Antwort auf die misslungene Saison gab Trainer Roy Walker mit einem massiven Umbau der Mannschaft. Nicht weniger als zehn Spieler mussten im Sommer 2009 ihren Hut nehmen. Walker machte dabei auch nicht vor prominenten Namen Halt, da etwa auch verdiente Spieler wie Neil Taggart, Gavin Melaugh und Kapitän Albert Watson aussortiert wurden.

## Erfolge
- Irish Cup: 6
  - 1928/29, 1939/40, 1957/58, 1980/81, 1983/84, 1988/89
- City Cup: 1
  - 1971/72
- Gold Cup: 1
  - 1974/75
- Ulster Cup: 2
  - 1960/1961, 1980/1981
- Festival of Britain Cup: 1
  - 1951/1952
- Irish League First Division: 1
  - 1996/1997
- County Antrim Shield: 6
  - 1947/48, 1950/51, 1975/76, 1979/80, 2012/13, 2015/16
- Steel & Sons Cup: 1
  - 1995/96
- Louis Moore Cup: 1
  - 1952/53
- George Wilson Cup: 2
  - 1989/90, 1990/91
- Ligapokal: 1
  - 2016/17

## Europapokalbilanz
| Saison  | Wettbewerb                  | Runde                  | Gegner                | Gesamt | Hin     | Rück    |
| ------- | --------------------------- | ---------------------- | --------------------- | ------ | ------- | ------- |
| 1978/79 | Europapokal der Pokalsieger | 1. Runde               | KSK Beveren           | 0:6    | 0:3 (A) | 0:3 (H) |
| 1980/81 | UEFA-Pokal                  | 1. Runde               | FC Vorwärts Frankfurt | 2:4    | 2:1 (H) | 0:3 (A) |
| 1981/82 | Europapokal der Pokalsieger | 1. Runde               | AS Rom                | 0:6    | 0:2 (H) | 0:4 (A) |
| 1984/85 | Europapokal der Pokalsieger | 1. Runde               | Hamrun Spartans       | 1:3    | 0:1 (H) | 1:2 (A) |
| 1989/90 | Europapokal der Pokalsieger | 1. Runde               | RSC Anderlecht        | 00:10  | 0:6 (A) | 0:4 (H) |
| 2004    | UEFA Intertoto Cup          | 1. Runde               | Odense BK             | 0:7    | 0:0 (A) | 0:7 (H) |
| 2017/18 | UEFA Europa League          | 1. Qualifikationsrunde | Odds BK               | 0:5    | 0:3 (A) | 0:2 (H) |
| 2019/20 | UEFA Europa League          | Vorqualifikation       | NSÍ Runavík           | 2:0    | 2:0 (H) | 0:0 (A) |
| 2019/20 | UEFA Europa League          | 1. Qualifikationsrunde | Malmö FF              | 00:11  | 0:7 (A) | 0:4 (H) |

Gesamtbilanz: 18 Spiele, 2 Siege, 2 Unentschieden, 14 Niederlagen, 5:52 Tore (Tordifferenz −47)